# Memoriał Kolarski im. Andrzeja Imosy
Memoriał Kolarski im. Andrzeja Imosy – cykliczna impreza sportowa rozgrywana wiosną każdego roku w Busku-Zdroju. Te amatorskie zawody kolarskie obok utrwalania pamięci tragicznie zmarłego 6 kwietnia 1987 r. Andrzeja Imosy – mieszkańca Buska-Zdroju, znanego kolarza i szkoleniowca, promują tę dyscyplinę sportu w regionie świętokrzyskim.
I Memoriał Kolarski im. Andrzeja Imosy został rozegrany w Busku-Zdroju w 1987 r., w kilka miesięcy po jego śmierci. 10 maja 2008 r. odbyła się kolejna XXI edycja tych zawodów.